# Егоров, Сергей Владимирович (Герой Советского Союза)

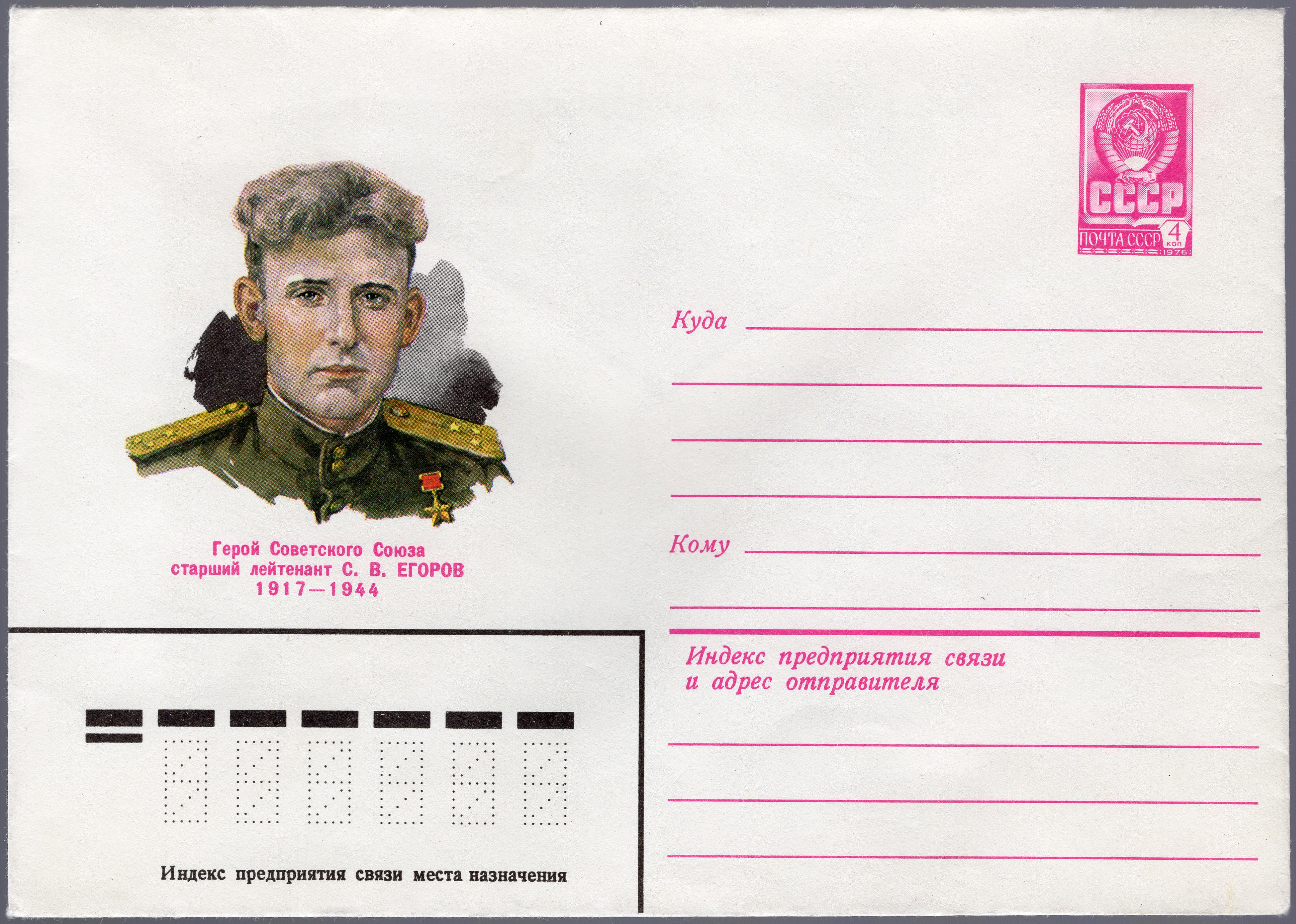
Почтовый конверт СССР, 1979 год

Сергей Владимирович Егоров (21 февраля 1917—18 августа 1944) — старший лейтенант Рабоче-крестьянской Красной Армии, участник Великой Отечественной войны, Герой Советского Союза (1944).

## Биография
Родился 21 февраля 1917 года в городе Вольске Саратовская область. После окончания семи классов средней школы работал монтёром на местной телефонной станции. В 1938 году призван на службу в Рабоче-крестьянскую Красную Армию. В 1941 году окончил Ленинградское военно-инженерное училище. С июля 1942 года — на фронтах Великой Отечественной войны. Принимал участие в боях на Юго-Западном, Воронежском и 1-м Украинском фронтах. Участвовал в обороне Воронежа, Курской битве, освобождении Украинской ССР и Польши. К сентябрю 1943 года старший лейтенант Сергей Егоров командовал понтонной ротой 134-го отдельного моторизованного понтонно-мостового батальона 6-й понтонно-мостовой бригады 40-й армии 1-го Украинского фронта.
25 сентября 1943 года рота под командованием Сергея Егорова спустила на воду Днепра в районе сёл Балыка и Монастырёк Ржищевского (ныне Кагарлыкского) района Киевской области Украинской ССР понтоны и приступили к переправе советских войск. Когда понтон, которым управлял Сергей Егоров, был повреждён и загорелся, старший лейтенант потушил возгорание и при помощи вёсел сумел доставить бойцов на западный берег. На обратном пути был контужен во время авианалёта противника, но продолжил руководить действиями своей роты. Во второй половине того же дня он руководил строительством пристани и сборкой паромов для переправы танков. Когда 3 октября во время авианалёта один из паромов оторвался от пристани и поплыл по течению, он с двумя бойцами вплавь догнал его и вернул обратно. Всего же за период с 25 сентября по 25 октября 1943 года рота Сергея Егорова переправила через Днепр две стрелковые и одну артиллерийскую дивизию, несколько танковых бригад и артиллерийских полков.
Указом Президиума Верховного Совета СССР «О присвоении звания Героя Советского Союза генералам, офицерскому, сержантскому и рядовому составу Красной Армии» от 10 января 1944 года за «образцовое выполнение боевых заданий командования на фронте борьбы с немецко-фашистскими захватчиками и проявленные при этом отвагу и геройство» был удостоен высокого звания Героя Советского Союза с вручением ордена Ленина и медали «Золотая Звезда» за номером 2473.
8 августа 1944 года погиб во время переправы через Вислу под Сандомиром.

## Память
В его честь названа улица в Вольске.

## Награды
Был также награждён орденами Отечественной войны 1-й степени и Красной Звезды.